# FIARE Banca Ética
Fiare Banca Etica es una cooperativa de ahorro y crédito española surgido de la unión de dos proyectos basados en las finanzas éticas: Banca Popolare Etica, un banco cooperativo que trabaja en Italia desde el 1999 y la Fundación Inversión y Ahorro Responsable (FIARE)  que opera en España desde el 2005 .

## Historia
En 2003 varias entidades sociales del País Vasco constituyeron la Fundación Inversión y Ahorro Responsable (FIARE) con sede en Bilbao, una organización sin ánimo de lucro orientada hacia la banca ética. En 2005 FIARE se convierte en agente de la cooperativa de ahorro y crédito italiana Banca Popolare Etica y en 2011 se propone la integración de ambas organizaciones. Ese mismo año la fundación fue galardonada con el premio «Ignacio Ellacuría» de cooperación para el desarrollo. En 2013 se transforma en el Área Fiare de Banca Popolare Etica.
En 2014 fue dada de alta en el registro oficial de entidades y agentes del Banco de España. Las sucursales españolas de bancos extranjeros están adheridas al Fondo de Garantía de Depósitos del país de origen de su matriz (en este caso, Italia) y no el español.

## Características
En su actividad pretende responder a un doble objetivo: 
- Financiar actividades económicas que tengan un impacto social positivo. Esto significa apoyar proyectos y empresas sociales, medioambientales, culturales y humanitarios.[11][12][13][14][15][16][17][18][19][20][21][22]
- Ofrecer al ahorrador e inversor responsable la posibilidad de apoyar este tipo de actividades, canalizando sus deseos de decidir responsablemente sobre el uso que de este hace la entidad financiera.[23][24][20][25][26][27]

En noviembre de 2021 la cooperativa contaba con 45.743 personas socias, de las cuales 3335 corresponden a España, y un capital social de 81 688 000 €
Tiene oficinas en Bilbao, Madrid y Barcelona.
Es miembro de la FEBEA (Federación Europea de Bancos Éticos y Alternativos, en inglés European Federation of Ethical and Alternative Banks and financiers) .